# Бранкович, Синиша
Синиша Бранкович (серб. Siniša Branković; род. 30 января 1979, Батайница) — сербский футболист, полузащитник.

## Клубная карьера
Синиша Бранкович начал карьеру в «БСК Батайница», воспитанником которого он и является, пока не перешел в более именитый «Земун». В 2003 году продолжил карьеру в клубе высшей лиги чемпионата Украины, одесском «Черноморце». Дебютировал 17 июня 2003 в домашнем матче 6-го тура против симферопольской «Таврии» (2:0). Единственный гол забил 16 мая 2004 на 76-й минуте матча 21-го тура против криворожского «Кривбасса».
В 2005 году защищал цвета азербайджанского клуба «МКТ-Араз». В сезоне 2006/07 годов выступал в составе австрийского «Капфенберга», представлявшего Австрийскую футбольную первую лигу. В сезоне 2007/08 годов выступал в Сербии за местный «Банат». Последними в карьере футболиста были клубы казахской Премьер-лиги «Кайрат» и «Жетысу».

## Карьера в сборной
В молодежной сборной Югославии выполнял функции капитана. До этого выступал также в юниорской сборной Югославии.